# ルイ＝リュック・ロワゾー・ド・ペルスュイ
ルイ＝リュック・ロワゾー・ド・ペルスュイ（Louis-Luc Loiseau de Persuis, 1769年7月4日 - 1819年12月20日）は、フランスのヴァイオリニスト、指揮者、合唱指揮者、教育者、作曲家、劇場監督。

## 生涯
ペルスュイは故郷のメスで音楽教育を始めた後、1787年にパリへと移り1793年にオペラ座の管弦楽団に入団した。彼はキャリアを通じて、この団体で過ごすことになる。1803年に合唱指揮者、1810年にジャン＝バティスト・レイに代わって指揮者に就任した。同時に彼はマネージャーとして管理業務にも携わるようになり、1816年に音楽監督、1817年に舞台監督、そして1817年9月3日に総監督に就任した。彼は病気を患って1819年11月13日に退くまで、この職に留まった。
ペルスュイはバレエ、オペラ、オペラ・コミックに作品を遺した。彼が最も成功を収めたのはジャン＝フランソワ・ル・スュールとの共作である「Le triomphe de Trajan」（1807年）である。1810年から1815年にかけてのオペラ座では、最も上演機会が多かった作曲家はペルスュイであり、上記「Trajan」を中心に157回の公演が行われた。彼のオペラ・コミックはサル・ファヴァールでも好評を博した。また、彼はマクシミリアン・シュタードラーのオラトリオ「Les Croisés」（ドイツ語名 Die Befreyung von Jerusalem、1813年）など、他の作曲家の作品の翻訳作業にも携わった。
ペルスュイは1802年までパリ国立高等音楽・舞踊学校で歌唱を指導していた。オペラ座では彼の名を冠した歌唱学校の設立が提案された。これは実現しなかったものの、彼は非公式に歌唱指導を継続していた。
ペルスュイはパリで没した。

## 主要作品
| タイトル                                                                                 | ジャンル         | 幕数 | 台本                                                  | 初演日         | 初演地                                                                    |
| ---------------------------------------------------------------------------------------- | ---------------- | ---- | ----------------------------------------------------- | -------------- | ------------------------------------------------------------------------- |
| La nuit espagnole                                                                        | オペラ・コミック | 不明 | J. Fiévée                                             | 1791年6月14日  | フェドー劇場                                                              |
| Estelle                                                                                  | オペラ・コミック | 3幕  | Villebrune                                            | 1793年12月17日 | Théâtre National                                                          |
| Phanor et Angéla                                                                         | オペラ・コミック | 3幕  | Faur                                                  | 1798年7月      | フェドー劇場                                                              |
| Léonidas, ou Les spartiates （グレスニックと共作）                                       | オペラ           | 不明 | Pixérécourt                                           | 1799年8月15日  | オペラ座、[[:en: Théâtre National de la rue de la Loi\|Théâtre des Arts]] |
| Fanny Morna, ou L'écossaise                                                              | ドラム・リリック | 3幕  | E. Favières                                           | 1799年8月22日  | オペラ＝コミック座、サル・ファヴァール                                    |
| Le fruit défendu                                                                         | オペラ           | 1幕  | E. Gosse                                              | 1800年3月7日   | オペラ＝コミック座、サル・ファヴァール                                    |
| Marcel, ou L'héritier supposé                                                            | オペラ・コミック | 1幕  | Pixérécourt                                           | 1801年2月12日  | オペラコミック座、サル・ファヴァール                                      |
| L'inauguration du Temple de la victoire （ル・スュールと共作）                           | 叙情悲劇         | 1幕  | Baour-Lormain, Gardel （振付け）                      | 1807年1月2日   | オペラ座、Théâtre des Arts                                                |
| Le retour d’Ulysse                                                                       | バレエ           | 3幕  | Milon （振付け）                                      | 1807年2月24日  | オペラ座、Théâtre des Arts                                                |
| Le triomphe de Trajan （ル・スュールと共作）                                             | 叙情悲劇         | 3幕  | J. Esménard, Gardel （振付け）                        | 1807年10月23日 | オペラ座、Théâtre des Arts                                                |
| La Jérusalem délivrée                                                                    | 叙情悲劇         | 5幕  | P.-M. Baour-Lormain after T. Tasso, Gardel （振付け） | 1812年9月15日  | オペラ座、Théâtre des Arts                                                |
| Nina, ou La folle par amour                                                              | バレエ           | 2幕  | Milon （振付け）                                      | 1813年11月23日 | オペラ座、Théâtre des Arts                                                |
| L’épreuve villageoise, ou André et Denise                                                | バレエ           | 2幕  | Milon （振付け）                                      | 1815年4月4日   | オペラ座、Théâtre des Arts                                                |
| L’heureux retour （ベルトン、クレゼールと共作）                                          | オペラ＝バレエ   | 1幕  | Milon （振付け）                                      | 1815年7月25日  | オペラ座、Théâtre des Arts                                                |
| Le carnaval de Venise, ou La constance à l'épreuve （クレゼールと共作）                  | バレエ           | 2幕  | Milon （振付け）                                      | 1816年2月22日  | オペラ座、Théâtre des Arts                                                |
| Les dieux rivaux, ou Les fêtes de Cythère （ベルトン、クレゼール、スポンティーニと共作） | オペラ＝バレエ   | 1幕  | M. Dieulafoy and C. Briffaut                          | 1816年6月21日  | オペラ座、Théâtre des Arts                                                |
| Der Zauberschlaf (with A. Gyrowetz [Act 2])                                              | バレエ           | 2幕  | Aumer （振付け）                                      | 1818年1月16日  | ウィーン、Hoftheater                                                      |